# Малик Леонід Ананійович
Леонід Ананійович Малик (нар. 22 вересня 1913, Генічеськ — пом. 4 листопада 1992, Харків) — український живописець; член Спілки художників України з 1956 року.

## Біографія
Народився 22 вересня 1913 року в місті Генічеську (тепер Херсонська область, Україна). У 1935—1940 роках навчався у Харківському художньому училищі, у 1940—1941; 1944—1948 роках — у Харківському художньому інституті (викладач Михайло Дерегус).
У 1948—1951 роках працював викладачем Харківського художнього училища, з 1950 року — Харківської дитячої художньої школи імені І. Ю. Рєпіна. Брав участь у виставках: республіканських з 1949 року, всесоюзних з 1955 року.
Жив у Харкові в будинку на вулиці Культури, 20, квартира 7. Помер у Харкові 4 листопада 1992 року.

## Творчість
Працював в галузі станкового живопису. Створював переважно морські пейзажі, картини присвячені життю моряків:
- «Ескадра йде в Одесу» (1950);
- «На рейді» (1955);
- «Азовські рибалки» (1957);
- «Дума про товаришів» (1960);
- «Ідуть у море» (1960);
- «Гамалія» (1961);
- «На морі» (1962);
- «Морська піхота» (1963);
- «Клятва перед десантом» (1967);
- «Нові сіті», (1967);
- «У море» (1968);
- «„Аврора“ прийшла» (1969).

Окремі полотна зберігаються у Харківському художньому музеї.